# Acorde de passagem

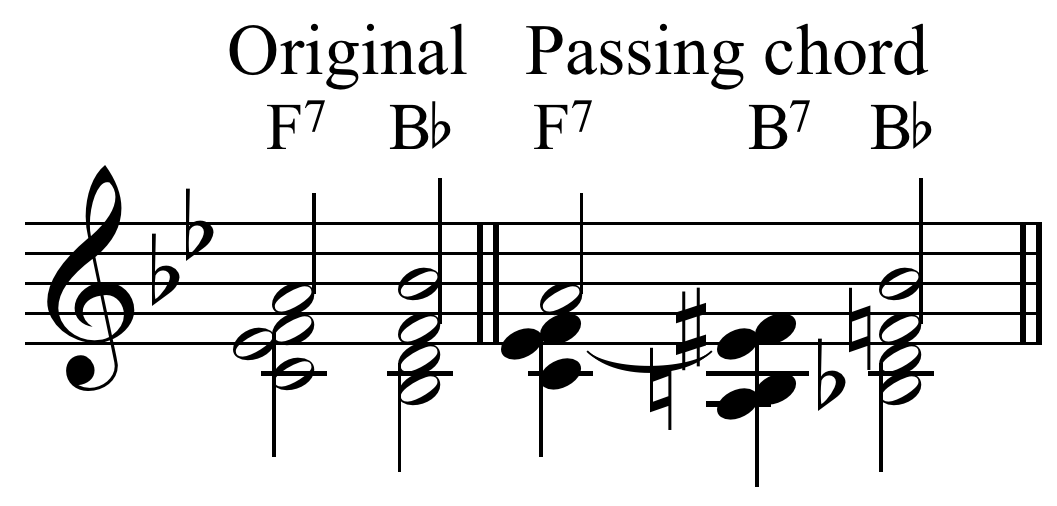
Passando o acorde em Si do outro lado do círculo das quintas (trítono, veja também a substituição do trítono): B 7 </img>.

O círculo de quintas desenhado dentro do círculo cromático como uma estrela dodecágono.

Na música, um acorde de passagem é um acorde que conecta/liga as notas de dois acordes diatônicos. Acordes intermediários que ajudam a passar de um acorde diatônico para outro. A passagem pode ser consoantes ou dissonantes.
A passagem pode ser inserido em uma progressão preexistente que se move por uma terça maior ou menor para criar mais movimento.
Por exemplo, na progressão de acordes simples na tonalidade de dó maior, que vai de I7/iii7/ii7/V7:
```
| Cmaj7 | Em7 |Dm7 | G7 |
```

o acorde de passagem diatônico (isto significa "da escala da tônica") (Dm7) pode ser inserido:
```
|Cmaj7 
Dm7
 |Em7 |Dm7 |G7 |
```

ou o acorde cromático de passagem (Ebm7) pode ser inserido:
```
|Cmaj7 |Em7 
Ebm7
 |Dm7 |G7 |
```

ou uma ou mais dominantes secundárias podem ser inseridas:
```
|Cmaj7 
B7
 |Em7 
A7
 |Dm7 |G7 | (neste exemplo, o B7 é o dominante secundário de Em7 e o A7 é o dominante secundário de Dm7)
```

Um acorde de passagem cromática é "um acorde que não está na escala harmonizada." Por exemplo, um ou mais acordes de sétima diminuta podem ser inseridos:
```
|Cmaj7 
D# dim7'
 |Em7 
C# dim7
 |Dm7 |G7 | (neste exemplo, o D# dim7 é o viio7 de Em7 e o C# dim7 é o viio7 de Dm7)
```

As passagens podem ser consoantes ou dissonantes e podem incluir substituição de quinta bemol, substituição de escala, substituição de dominante menor, acordes de aproximação e substituição dirigida por linha do baixo elétrico.
Além disso, particularmente em conjuntos menores, como o trio de órgão ou o quarteto de jazz, os instrumentistas da seção rítmica de acompanhamento (por exemplo, guitarra jazz, piano jazz, órgão) podem improvisar acordes de passagem.
Em grandes conjuntos, como uma big band, os músicos de acompanhamento podem ter menos liberdade para improvisar usando a passagem, porque o compositor/arranjador pode já ter escrito os acordes de passagem na parte da trompa, o que pode colidir com a passagem improvisada tocados por um músico acompanhante. 
Também depende da velocidade, em uma balada muito lenta, se um músico tocador de acordes adiciona um acorde diminuto improvisado por meio compasso, isso pode "confrontar" com as notas da melodia. Por outro lado, em um bebop extremamente rápido (up-tempo), um músico que acompanha poderia adicionar acordes de passagem improvisados com mais liberdade, devido ser rápido.